# Ticket to Ride
Ticket to Ride és un joc de tauler creat per Alan Richard Moon i guanyador del Spiel des Jahres de 2004. Altres guardons rellevants que ha obtingut són l'Origins Award com a millor joc de taula de 2004, l'As d'Or francès, el Diana Jones Award o el Japan Boardgame Prize. També quedà segon en el Schweizer Spielepreis per a jocs en família i el Ticket to Ride: Europe guanyà el premi International Gamers Award de 2005. En total, entre el joc original i l'expansió europea, ha guanyat quasi dues dotzenes de premis internacionals.
És un joc d'estratègia on cada jugador ha d'aconseguir la ruta de ferrocarril més llarga connectant les ciutats de les seves cartes. A cada torn es reclama una carta de sort, es col·loca una via de tren a la ruta escollida o bé es canvia una carta de destinació, intentant que els adversaris no completin les seves rutes. Es guanyen punts pel nombre i longitud de les rutes o per missions aconseguides quan s'acaben totes les vies de tren.
L'èxit del joc va propiciar l'aparició de diverses expansions i seqüeles, consistents sobretot en canviar el mapa del tauler de joc. Si el mapa inicial representa els Estats Units, han aparegut jocs centrats en Europa, països concrets, versió de viatge només amb cartes o una per a ordinador. L'agost del 2008, s'havien venut més de 750.000 exemplars del joc. A l'octubre de 2014, 10 anys després de la seva publicació, se n'havien venut 3 milions de còpies.

## Jugabilitat
El procés de joc es basa en el format de les regles del joc original del 2004 (EUA 1910), amb diverses variacions úniques de les regles per a cada versió. L'aprenentatge dura uns cinc minuts i el joc menys d'una hora. La versió bàsica és magnífica, però hi ha multitud de mapes i variacions diferents per mantenir la novetat. És competitiu però no dolent, i tothom s'hi endinsa ràpidament.
Al començament de cada versió del joc:  
- Cada jugador tria un nombre determinat de peces de tren de colors indicades per a aquesta versió i el marcador corresponent per al recompte de punts.
- Normalment els jugadors reben 4 cartes de vagons de trens.[12] L'excepció són les versions de ciutats (2 cartes de trens); França (8 cartes de trens); Rails and Sails (3 cartes, amb 7 cartes de vaixells); Grans Llacs (2 cartes amb 2 cartes de vaixells); Regne Unit (comodí addicional); i Àfrica (una carta de terreny addicional).
- Als jugadors també se'ls reparteix un nombre determinat de targetes de bitllets, que mostren una ruta entre ciutats de destinació especificades, amb un nombre indicat a les regles d'aquesta versió. Cada jugador ha de conservar el nombre determinat d'aquestes targetes de bitllets designades, però pot descartar qualsevol altre bitllet no desitjat. Els bitllets de destinació guardats no es poden descartar fins al final del joc.

Cada torn, el jugador tria una de les tres opcions:  
- Agafar dues cartes de vagons de colors diferents de les 5 cartes visibles o de la baralla. A les versions Rails and Sails i Grans Llacs s'utilitzen en canvi dues piles de cartes amb 3 cartes de trens i 3 cartes de vaixells, amb la restricció que agafar una carta de locomotora salvatge visible impedeix agafar una altra carta en aquest torn (aquesta restricció no existeix a la carta Suïssa ni a la versió dels Països Nòrdics).[13] Qualsevol carta visible el·liminada es reemplaça automàticament, amb totes les cartes visibles reemplaçades completament si es mostren tres o més cartes de locomotora salvatges; o
- Agafar diverses cartes de bitllets de destinació addicionals, indicades a la versió que es juga, respectant el nombre mínim indicat en aquesta versió; o
- Jugar les cartes de vagons acumulades de la mà per reclamar una ruta al tauler i col·locar el nombre corresponent de peces de tren del seu estoc a la ruta reclamada.

El joc acaba quan un dels jugadors té un nombre de peces de tren de colors restants que és inferior a tres trens (excepte la versió Rails and Sails, que acaba quan el nombre total de trens/vaixells de qualsevol jugador és inferior a 7). Després, cada jugador fa un torn addicional (dos torns a la versió Rails and Sails) i després revela les seves targetes de bitllets guardades anteriorment ocultes.